# Lexikon der Gerechten unter den Völkern
Das deutschsprachige Lexikon der Gerechten unter den Völkern ist Teil des Gesamtprojekts der mehrbändigen Encyclopedia of the Righteous among the Nations bei Yad Vashem.
Es wurde 2005 von Israel Gutman unter Mitarbeit von Sara Bender, bzw. in der Nachfolge von Daniel Fraenkel und Jakob Borut im Wallstein-Verlag herausgegeben. Nicht nur so bekannte Personen wie Oskar Schindler und Raoul Wallenberg waren Stille Helfer bzw. Helferin (auch Judenretter genannt). Es waren mehrheitlich auch nach dem Krieg unbekannt gebliebene Frauen und Männer, die ihr Leben riskierten, um Juden, seien sie Nachbarn oder ihnen bis dahin Unbekannte, durch Unterkunft oder Hilfe bei der Flucht vor der NS-Verfolgung der Juden in Europa zu retten. Das Lexikon gibt darüber hinaus die Informationen des Dankverfahrens des Staates Israel durch die Righteous Commission in Jerusalem für Deutschland und Österreich aller abgeschlossenen Verfahren bis zum Jahr 2005 kompakt wieder. Die deutschsprachige Teilausgabe enthält ein Nachwort des damaligen Bundespräsidenten Horst Köhler.

## Ausgaben
- Israel Gutman, Sara Bender (Hrsg.): The Encyclopedia of the Righteous among the Nations. Yad Vashem, Jerusalem 2004ff (12-bändig).
  - Europe and other countries. 1. Austria, Brazil, Czech Republic, Denmark, Germany, Great Britain, Hungary, Italy, Japan, Luxembourg, Norway, Portugal, Slovakia, Spain, Sweden, Switzerland, Turkey, United States. Yad Vashem, Jerusalem 2007, ISBN 978-0-9764425-8-5.
  - Sara Bender, Shmuel Krakowski (Bearbeiter): Poland. 2 Bände. Jerusalem 2004.
- Daniel Fraenkel, Jakob Borut (Bearbeiter): Lexikon der Gerechten unter den Völkern. Deutsche und Österreicher. Übersetzung ins Deutsche Uwe Hager und andere. Vorwort Avner Shalev. Nachwort Horst Köhler. Wallstein-Verlag, Göttingen 2005, ISBN 3-89244-900-7.